# Real (film)
Real (리얼?, Ri-eolLR) è un film d'azione neo-noir sudcoreano del 2017 diretto da Lee Sa-rang, con Kim Soo-hyun, Sung Dong-il, Lee Sung-min, Sulli e Jo Woo-jin, basato su un personaggio dei webtoon di supereroi editi da Comics Entertainment e TMS Comics.

## Trama
Nel mondo sotterraneo di un'oscura città immaginaria, Jang Tae-yeong è un risolutore di problemi di successo, oltre che il proprietario di un grande casinò. Disturbato da una seconda personalità completamente diversa, Jang cerca l'aiuto del dottor Choi Jin-ki, il cui elaborato piano per aiutarlo a liberarsi dell'altro sé produce conseguenze inaspettate, portando ad una lotta tra le due personalità.

## Personaggi e interpreti

### Personaggi principali

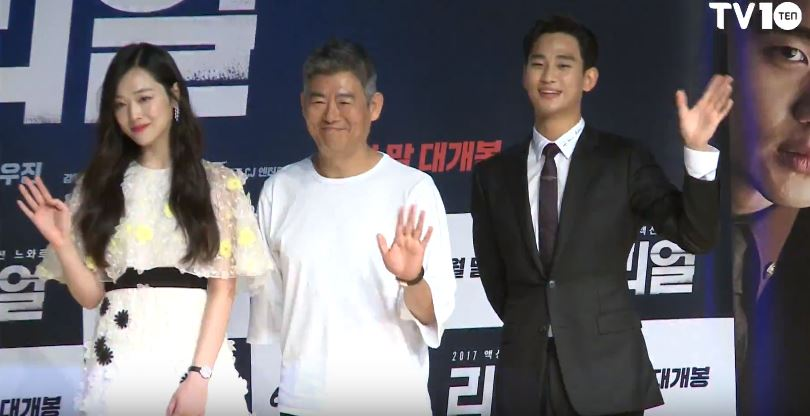
Il cast principale di Real: da sinistra, Sulli, Sung Dong-il e Kim Soo-hyun.

- Jang Tae-yeong, interpretato da Kim Soo-hyun[2]
- Jo Won-geun, interpretato da Sung Dong-il
- Dottor Choi Jin-ki, interpretato da Lee Sung-min[3]
- Song Yoo-hwa, interpretata da Sulli
- Sa Do-jin, interpretato da Jo Woo-jin

### Personaggi secondari
- No Yeom, interpretato da Lee Geung-young
- Choi Nak-hyeon, interpretato da Kim Hong-pa
- Han Ye-won, interpretata da Han Ji-eun
- Ryu Gil-soo, interpretato da Rich Ting
- Capodipartimento Baek, interpretato da Choi Kwon
- Cameriera, interpretata da Park Gyeong-ree
- Frequentatrice del club, interpretata da Jung Yi-seo
- Infermiera, interpretata da Park Min-jung
- Professor Kim, interpretato da Jung In-gyeom
- Lee Sang-hoon
- Yoon Ji-kyeon
- Broker, interpretato da Yoon Kyung-ho
- Gangster cinese, interpretato da Hyun Bong-sik
- Ko Kyu-pil

### Camei
- Miglior amica di Song Yoo-hwa, interpretata da Suzy[4]
- Presentatrice di un premio, interpretata da Lee Ji-eun[4]
- Fisioterapista, interpretata da Kim Da-som
- Sarta di Chinatown, interpretata da Ahn So-hee
- Guardia del corpo, interpretato da Park Seo-joon
- Paziente disabile, interpretato da Son Hyun-joo
- Cameriera del casinò, interpretata da Nam Kyung
- Cameriera del Siesta, interpretata da Park Min-ha

## Produzione
Il 12 ottobre 2015, Alibaba Pictures ha firmato un accordo al Busan International Film Festival per finanziare il film. Paradise Group ha investito ulteriori $7 milioni, e il film è stato girato nel resort della compagnia, Paradise City. Il regista Lee Sa-rang, proprietario della società di produzione di Real al suo debutto dietro la macchina da presa, ha sostituito l'iniziale regista Lee Jung-sub dopo la rinuncia di quest'ultimo. L'attrice Han Ji-eun è stata scritturata dopo aver superato delle audizioni che hanno coinvolto altri 4.200 talenti. Le riprese sono iniziate il 3 gennaio 2016 e si sono concluse il 30 giugno seguente a Paradise City, Yeongjongdo, Incheon.

## Distribuzione
Real è stato distribuito nelle sale sudcoreane il 28 giugno 2017, e digitalmente a metà luglio. Taiwan è stato il primo Stato al di fuori della Corea a proiettare il film, il 4 agosto 2017. A Hong Kong è uscito il 16 novembre 2017, mentre in Giappone il 14 aprile 2018.
Il Sitges Film Festival ha incluso Real nel suo catalogo 2017.

## Accoglienza

### Critica
Real ha ricevuto recensioni per lo più negative al momento dell'uscita in Corea. La recensione di MaxMovie ha affermato che, nonostante Kim Soo-hyun rendesse giustizia ai suoi doppi ruoli, la trama del film era inesistente, il montaggio e gli effetti speciali amatoriali, le scene d'azione noiose. Jang Jin-ri di Osen ha ritenuto che la storia fosse confusa e ha definito il film "uno dei più disastrosi mai realizzati".
Per il critico Pierce Conran, Real è "terribilmente lungo, selvaggiamente sessista e quasi incomprensibile, [...] uno dei film coreani più singolari emersi negli anni" e diventerà un "classico cult del campo", e l'ha incluso nella sua lista dei 15 migliori film coreani del 2017 per la sua unicità e originalità.
Real ha ricevuto recensioni positive dai critici taiwanesi, che hanno elogiato la recitazione di Kim Soo-hyun, proclamando che entrambi i personaggi principali, nonostante appaiano fisicamente identici, sono stati facilmente distinti attraverso il linguaggio del corpo, l'affettazione e la recitazione vocale dell'attore.

### Box office
Real ha incassato oltre $1 milione di dollari taiwanesi durante il primo fine settimana a Taiwan, segnando il più alto incasso al botteghino della settimana, all'epoca, per un film coreano.
Quando è stato distribuito per l'abbonamento Digital Cable TV VOD e IPTV in Corea del Sud, il 18 luglio 2017, il film è arrivato in cima alla classifica settimanale per due settimane consecutive, realizzando una performance piuttosto buona in contrasto con quella al botteghino, e si è posizionato piuttosto in alto anche nella classifica generale del mese di luglio.